# 복녕군
복녕군(福寧君, 1639년 3월 13일(음력 2월 9일) ~ 1670년 11월 27일(음력 10월 15일))은 조선의 왕족이다. 인조의 셋째 아들인 인평대군의 장남이다. 조선 후기, 철종이 후사 없이 승하하자, 복녕군의 7대손인 고종이 왕으로 즉위하였다.

## 생애

### 출생과 가계
성은 이(李), 이름은 욱 또는 유(栯), 본관은 전주(全州)이다.
1639년(인조 17년) 인조와 인열왕후 한씨의 셋째 아들 인평대군의 적장남으로 태어났다. 어머니는 우의정을 지낸 동복 오씨(복천 오씨) 오단(吳端)의 차녀 복천부부인 오씨(福川府夫人 吳氏)이다. 소현세자와 효종 등의 친조카이며, 현종과는 친사촌간이다. 또 숙종 때 "삼복(三福)"으로 불리며 정치적으로 많은 영향을 끼치고, 역모의 혐의를 뒤집어 쓰고 마침내 사형까지 당하게 되는 복창군(福昌君), 복선군(福善君), 복평군(福平君)의 친형이다.
한편 그의 아버지 인평대군은 자녀 없이 죽은 삼촌 능창대군의 양자로 사후 입양되었다. 따라서 친조부였던 인조는 혈통상 종조부가 되었다.

### 왕족 시절
백부 효종이 즉위한 후인 1651년(효종 2년) 음력 6월 20일 정식으로 복녕군(福寧君)에 봉작되었다. 이후 1655년(효종 4년) 음력 4월 22일에 종실들에게 시행한 시험에서 합격을 하여 특별히 가자되고, 1662년(현종 3년) 음력 2월 14일에는 소덕대부(昭德大夫)가 가자되었다. 한편 1666년(현종 7년)과 1667년(현종 8년) 현종과 명성왕후 김씨가 온양온천으로 거둥할 때에는 그 어가를 수행하는 일원이 되기도 하였다.
복녕군은 1670년(현종 11년) 음력 10월 15일 32세의 젊은 나이로 사망했다. 복녕군의 사망 소식을 들은 현종은 관례에 따라 장례를 지내고 필요한 물품들은 넉넉히 지급하도록 명하였다. 당시 서인 세력이 주도하여 기록한 《현종개수실록》에서는, 이러한 현종의 명에 대해서 현종과 복녕군이 어릴 때부터 서로 친하게 지냈으니 당연하다고 하면서도, 복녕군을 비롯한 인평대군의 아들들에 대해서는 무뢰하고 왕의 총애만을 믿고 못된 짓을 자행한 인물이라고 비판하고 있다. 또 복녕군 형제가 외가 식구인 오정일(吳挺一) 등과 함께 무리를 짓고 친분을 맺는 바람에, "흉역의 싹"이 되어 화란이 일어날 뻔 하였다고도 하고 있다. 당시 사람들은 이러한 복녕군 형제들을 보며 항상 눈을 흘기고 이를 갈았다고 한다.
복녕군은 일찍 요절하여 예송논쟁과 삼복의 옥에는 휘말리지 않았다.

### 사후
복녕군 사후 그의 형제들은 남인의 편에 서서 정치적으로 상당한 영향을 끼쳤다. 그러나 그들은 1680년(숙종 6년) 경신환국 때 서인들에게 밀려 복평군을 제외한 나머지 두 형제는 모두 사형을 당하였다. 한편 복녕군은 고종 즉위 후인 1864년(고종 원년) 음력 7월 9일 효헌(孝獻)의 시호를 받았다. 이는 고종이 복녕군의 직계 7세손이기 때문이다.
복녕군의 사위 김석달(金錫達)은 판관을 역임하였지만 자녀가 없어 양자 김도협(金道浹)을 입양했다. 김도협은 목사가 되었고, 김도협의 둘째 사위가 암행어사로 유명한 영성군 박문수가 된다.

## 가족 관계
복녕군의 차남 의원군으로부터 뻗어나간 후손 중, 복녕군의 7대손에 해당하는 이가 고종이다.
| - 조부 : 인조(仁祖, 1595~1649) - 조모 : 인열왕후 한씨(仁烈王后 韓氏, 1594~1635) - 아버지 : 인평대군(麟坪大君, 1622~1658) - 조부 : 오단(吳端, 1592~1640) - 조모 : 청송 심씨(靑松 沈氏, 1592~1672) - 어머니 : 복천부부인(福川府夫人) 동복 오씨(同福 吳氏, 1622~1658) - 동생 : 복창군(福昌君, 1641~1680) - 동생 : 복선군(福善君, 1647~1680) - 동생 : 복평군(福平君, 1648~1700) - 동생 : 이금온(李金溫, 1654~?) - 동생 : 정중만의 처 이씨 | - 부인 : 군부인(郡夫人) 양천 허씨(陽川 許氏, ?~1688) - 장남 : 양원군(陽原君) 이환(李煥, 1658~1724) - 차남 : 의원군(義原君) 이혁(李爀, 1661~1722) - 고종의 6대조 - 장녀 : 김석달(金錫達)의 처 이씨 - 명성왕후의 남동생 - 차녀 : 심종한(沈宗漢)의 처 이씨 - 3녀 : 최현제(崔賢齊)의 처 이씨 - 4녀 : 심일회(沈一會)의 처 이씨 - 5녀 : 최수온(崔守溫)의 처 이씨 |

## 같이 보기
- 삼복의 변
- 조선 왕 가계도
- 운현궁